# 罗伯特·孔克尔
罗伯特·孔克尔（德語：Robert Kunkel，1999年4月28日—），德国男子花样滑冰运动员，2022年芬兰杯双人滑金牌得主、2022年法国大奖赛双人滑铜牌得主、2023年欧洲花样滑冰锦标赛双人滑铜牌得主。